# Mellanvikt i fristil för herrar i brottning vid olympiska sommarspelen 2004
Herrarnas brottningsturnering i fristil i viktklassen mellanvikt vid olympiska sommarspelen 2008 avgjordes den 27-28 augusti i Aten i Ano Liossia Olympic Hall. 

## Medaljörer
| Klass      | Guld                 | Silver                  | Brons                      |
| Mellanvikt | Cael Sanderson · USA | Moon Eui-Jae · Sydkorea | Sazjid Sazjidov · Ryssland |

## Resultat

### Förkortningar
- EF — Vinst genom förverkande, förloraren ej plancerad
- E2 — Båda brottarna diskvalificerade för brott mot reglerna
- EV — Diskvalifikation från samtliga tävlingar för brott mot reglerna
- EX — 3 varningar eller brott mot reglerna
- PA — Skada/uteblivande
- PO — Vinst efter poäng, förloraren utan teknik-poäng
- PP — Vinst efter poäng, förloraren med teknik-poäng
- SP — Teknisk överlägsenhet, 10 poängs skillnad, förloraren hade poäng
- ST — Teknisk överlägsenhet, 10 poängs skillnad, förloraren utan poäng
- TO — Vinst efter fall
- KP — Klassificeringspoäng
- TP — Tekniska poäng

### Utslagningsronder

#### Grupp 1
| Tävlande                | Spelade | Vunna | Förlorade | KP | TP |
| ----------------------- | ------- | ----- | --------- | -- | -- |
| Majid Khodaei (IRI)     | 2       | 2     | 0         | 6  | 13 |
| Hidekazu Yokoyama (JPN) | 2       | 1     | 1         | 4  | 12 |
| Anuj Kumar (IND)        | 2       | 0     | 2         | 2  | 6  |

|                         | Poäng |                         | KP     |
| ----------------------- | ----- | ----------------------- | ------ |
| Majid Khodaei (IRI)     | 5–1   | Anuj Kumar (IND)        | 3–1 PP |
| Hidekazu Yokoyama (JPN) | 1–8   | Majid Khodaei (IRI)     | 1–3 PP |
| Anuj Kumar (IND)        | 5–11  | Hidekazu Yokoyama (JPN) | 1–3 PP |

#### Grupp 2
| Tävlande                 | Spelade | Vunna | Förlorade | KP | TP |
| ------------------------ | ------- | ----- | --------- | -- | -- |
| Cael Sanderson (USA)     | 2       | 2     | 0         | 6  | 13 |
| Siarhei Borchanka (BLR)  | 2       | 1     | 1         | 4  | 3  |
| Magomed Kurugliyev (KAZ) | 2       | 0     | 2         | 2  | 3  |

|                          | Poäng |                          | KP     |
| ------------------------ | ----- | ------------------------ | ------ |
| Magomed Kurugliyev (KAZ) | 1–2   | Siarhei Borchanka (BLR)  | 1–3 PP |
| Cael Sanderson (USA)     | 4–2   | Magomed Kurugliyev (KAZ) | 3–1 PP |
| Siarhei Borchanka (BLR)  | 1–9   | Cael Sanderson (USA)     | 1–3 PP |

#### Grupp 3
| Tävlande                  | Spelade | Vunna | Förlorade | KP | TP |
| ------------------------- | ------- | ----- | --------- | -- | -- |
| Lazaros Loizidis (GRE)    | 2       | 2     | 0         | 6  | 6  |
| Revaz Mindorashvili (GEO) | 2       | 1     | 1         | 4  | 4  |
| Vincent Aka-Akesse (FRA)  | 2       | 0     | 2         | 0  | 0  |

|                           | Poäng |                           | KP     |
| ------------------------- | ----- | ------------------------- | ------ |
| Revaz Mindorashvili (GEO) | 1–3   | Lazaros Loizidis (GRE)    | 1–3 PP |
| Vincent Aka-Akesse (FRA)  | 0–3   | Revaz Mindorashvili (GEO) | 0–3 PO |
| Lazaros Loizidis (GRE)    | 3–0   | Vincent Aka-Akesse (FRA)  | 3–0 PO |

#### Grupp 4
| Tävlande                  | Spelade | Vunna | Förlorade | KP | TP |
| ------------------------- | ------- | ----- | --------- | -- | -- |
| Yoel Romero (CUB)         | 2       | 2     | 0         | 7  | 13 |
| Davyd Bichinashvili (GER) | 2       | 1     | 1         | 4  | 10 |
| Jeffrey Cobb (GUM)        | 2       | 0     | 2         | 0  | 0  |

|                           | Poäng |                           | KP     |
| ------------------------- | ----- | ------------------------- | ------ |
| Jeffrey Cobb (GUM)        | 0–10  | Davyd Bichinashvili (GER) | 0–4 ST |
| Yoel Romero (CUB)         | 10–0  | Jeffrey Cobb (GUM)        | 4–0 ST |
| Davyd Bichinashvili (GER) | 0–3   | Yoel Romero (CUB)         | 0–3 PO |

#### Grupp 5
| Tävlande             | Spelade | Vunna | Förlorade | KP | TP |
| -------------------- | ------- | ----- | --------- | -- | -- |
| Taras Danko (UKR)    | 2       | 2     | 0         | 7  | 9  |
| Gökhan Yavaşer (TUR) | 2       | 1     | 1         | 4  | 0  |
| Mamed Agaev (ARM)    | 2       | 0     | 2         | 0  | 0  |

|                      | Poäng |                      | KP     |
| -------------------- | ----- | -------------------- | ------ |
| Taras Danko (UKR)    | 3–0   | Mamed Agaev (ARM)    | 4–0 EV |
| Gökhan Yavaşer (TUR) | 0–6   | Taras Danko (UKR)    | 0–3 PO |
| Mamed Agaev (ARM)    |       | Gökhan Yavaşer (TUR) | 0–4 EV |

#### Grupp 6
| Tävlande                | Spelade | Vunna | Förlorade | KP | TP |
| ----------------------- | ------- | ----- | --------- | -- | -- |
| Moon Eui-Jae (KOR)      | 2       | 2     | 0         | 6  | 13 |
| Miroslav Gochev (BUL)   | 2       | 1     | 1         | 4  | 9  |
| Mogamed Ibragimov (MKD) | 2       | 0     | 2         | 1  | 2  |

|                         | Poäng |                         | KP     |
| ----------------------- | ----- | ----------------------- | ------ |
| Mogamed Ibragimov (MKD) | 0–4   | Moon Eui-Jae (KOR)      | 0–3 PO |
| Miroslav Gochev (BUL)   | 4–2   | Mogamed Ibragimov (MKD) | 3–1 PP |
| Moon Eui-Jae (KOR)      | 9–5   | Miroslav Gochev (BUL)   | 3–1 PP |

#### Grupp 7
| Tävlande              | Spelade | Vunna | Förlorade | KP | TP |
| --------------------- | ------- | ----- | --------- | -- | -- |
| Sazhid Sazhidov (RUS) | 3       | 3     | 0         | 11 | 32 |
| Shamil Aliev (TJK)    | 3       | 2     | 1         | 6  | 10 |
| Nicolae Ghiţă (ROU)   | 3       | 1     | 2         | 4  | 16 |
| Matar Sène (SEN)      | 3       | 0     | 3         | 2  | 6  |

|                       | Poäng |                     | KP     |
| --------------------- | ----- | ------------------- | ------ |
| Sazhid Sazhidov (RUS) | 17–0  | Matar Sène (SEN)    | 4–0 ST |
| Nicolae Ghiţă (ROU)   | 3–4   | Shamil Aliev (TJK)  | 1–3 PP |
| Sazhid Sazhidov (RUS) | 10–2  | Nicolae Ghiţă (ROU) | 4–0 TO |
| Matar Sène (SEN)      | 3–6   | Shamil Aliev (TJK)  | 1–3 PP |
| Sazhid Sazhidov (RUS) | 5–0   | Shamil Aliev (TJK)  | 3–0 PO |
| Matar Sène (SEN)      | 3–11  | Nicolae Ghiţă (ROU) | 1–3 PP |

### Utslagningsträd
|  | Kvartsfinaler          | Kvartsfinaler          | Kvartsfinaler |  |  | Semifinaler           | Semifinaler           | Semifinaler        |   |                      | Final                 | Final                 | Final      |
|  |                        |                        |               |  |  |                       |                       |                    |   |                      |                       |                       |            |
|  | Majid Khodaei (IRI)    | Majid Khodaei (IRI)    | 5             |  |  |                       |                       |                    |   |                      |                       |                       |            |
|  | Cael Sanderson (USA)   | Cael Sanderson (USA)   | 6             |  |  | Cael Sanderson (USA)  | Cael Sanderson (USA)  | 3                  |   |                      |                       |                       |            |
|  | Lazaros Loizidis (GRE) | Lazaros Loizidis (GRE) | 1             |  |  | Yoel Romero (CUB)     | Yoel Romero (CUB)     | 2                  |   |                      |                       |                       |            |
|  | Yoel Romero (CUB)      | Yoel Romero (CUB)      | 3             |  |  |                       |                       |                    |   | Cael Sanderson (USA) | Cael Sanderson (USA)  | 3                     |            |
|  | Taras Danko (UKR)      | Taras Danko (UKR)      | 1             |  |  |                       | Moon Eui-Jae (KOR)    | Moon Eui-Jae (KOR) | 1 |                      |                       |                       |            |
|  | Moon Eui-Jae (KOR)     | Moon Eui-Jae (KOR)     | 3             |  |  | Moon Eui-Jae (KOR)    | Moon Eui-Jae (KOR)    | 10                 |   |                      |                       |                       |            |
|  |                        |                        |               |  |  | Sazhid Sazhidov (RUS) | Sazhid Sazhidov (RUS) | 2                  |   |                      | Bronsmatch            | Bronsmatch            | Bronsmatch |
|  |                        |                        |               |  |  |                       |                       |                    |   |                      |                       |                       |            |
|  |                        |                        |               |  |  |                       |                       |                    |   |                      | Yoel Romero (CUB)     | Yoel Romero (CUB)     | 3          |
|  |                        |                        |               |  |  |                       |                       |                    |   |                      | Sazhid Sazhidov (RUS) | Sazhid Sazhidov (RUS) | 5          |

|  | 5:e plats |                        |   |  |
|  |           |                        |   |  |
|  | 1         | Majid Khodaei (IRI)    | 3 |  |
|  | 1         | Majid Khodaei (IRI)    | 3 |  |
|  | 2         | Lazaros Loizidis (GRE) | 0 |  |